# Schoftim (Parascha)

„Der Gerechtigkeit sollst du nachjagen“ (Deut. 16,20)

Schoftim (auch: Schofetim;  Biblisches Hebräisch שֹׁפְטִים ‚Richter‘) ist ein Leseabschnitt (Parascha oder Sidra) der Tora und umfasst den Text
Dtn/Dewarim 16,18–21,9 (16,18-22 , 17 , 18 , 19 , 20 , 21,1–9 ).
Es handelt sich um die Sidra des 1. Schabbats im Monat Elul.

## Wesentlicher Inhalt
- Einsetzung von Richtern und Beamten, die unbestechlich sein müssen
- Verbot der Anbetung von Bäumen oder Steinmalen
- Steinigung von Götzendienern
- Entscheidungskompetenz von Priester und Richter. Todesstrafe bei Zuwiderhandlung
- Pflichten des Königs
- Abgaben an den Priester
- Verbot von Kindesopfer, Zauberei, Wahrsagerei und Totenbeschwörung
- Todesstrafe für Ungehorsam gegenüber dem wahren Propheten
- Todesstrafe für den falschen Propheten
- Einrichtung von Zufluchtsstätten
- Verbot der Grenzverrückung
- Vorschriften für Zeugenaussagen, Talionsformel „Auge für Auge“
- Verhalten zu Kriegszeiten
- Opferritual bei Auffindung eines Erschlagenen

## Vernichte nichts!
Die Umweltschutz-Halacha Bal Taschchit („Vernichte nichts!“): Dtn 20,19–20  ist bezogen auf Obstbäume, die unter Schutz gestellt werden. Heute versteht man das so, dass Obstbäume stellvertretend für alle Pflanzen genannt sind. Bal Taschchit steht heute für Schonung der natürlichen Ressourcen und Umweltschutz überhaupt.

## Haftara
Die zugehörige Haftara ist
Jes 51,12–52,12 (51,12–23 ; 52,1–12 ).